# Кёнделен
Кёнделен (карач.-балк. Кёнделен, кабард.-черк. Гъундэлэн) — село в Кабардино-Балкарской Республике Российской Федерации. Образует сельское поселение Кёнделен в Эльбрусском районе.

## География
Селение расположено в северной части Эльбрусского района, по обоим берегам реки Гунделен. Находится в 40 км к северу от районного центра Тырныауз и в 60 км к западу от города Нальчик.
Площадь территории сельского поселения составляет — 69,72 км². Около 90 % площади приходятся на сельскохозяйственные угодья и пастбища.
Граничит с землями сельских поселений: Заюково на востоке и Жанхотеко на юго-востоке.
Населённый пункт находится в переходной от предгорной в горную, зоне республики. Средние высоты составляют 860 м над уровнем моря. Наивысшей точкой является гора Хажибаш (1356 м), расположенная к западу от села.
Гидрографическая сеть представлена в основном рекой Гунделен. Основная часть населения находится на правом берегу реки Гунделен и занимает равнинную часть, левобережная же часть расположена на склонах гор.
Климат умеренный. Средняя температура колеблется от +23,0 °C в июле до −4,0 °C в январе. Среднегодовое количество осадков составляет 700 мм. В начале весны при резких перепадах температуры с гор дуют сильные сухие ветры.

## Этимология
С карачаево-балкарского языка название села переводится как «поперечное». 

## История
Судя по данным археологии, на территории Кёнделена следы поселений прослеживаются со II тысячелетия до н. э. Окрестности села изобилуют многочисленными памятниками, доказывающими существование здесь населения также на протяжении всей эпохи средневековья.
Современное селение Кёнделен было основано в 1868 году, на территории принадлежавшей князьям Атажукиным. По решению Терской областной поземельно-сословной комиссии, безземельным крестьянам горских балкарских обществ на предгорьях было выделено 1300 десятин земли из расчёта 13 десятин на двор.
Первыми жителями нового села стали крестьяне из верховьев Чегемского ущелья. Вслед за ними в Кёнделене поселились выходцы из верховьев Баксанского ущелья и других балкарских обществ. Постепенно в селе также стали селиться крестьяне из Карачая и близлежащих кабардинских селений, так что село начало стремительно расти и к началу XX века стал одним из крупных, а к 1944 году — самым крупным балкарским населённым пунктом.
Причиной быстрого роста населения являлось то, что Кёнделен был расположен в удобном для скотоводства месте. Вокруг селения были расположены сенокосные угодья, а выше — горные летние пастбища.
В 1920 году село было освобождено от белогвардейцев, в нём окончательно была установлена советская власть. С образованием Эльбрусского района, село было избрано его административным центром.
Во время Великой Отечественной войны поселение было захвачено фашистскими войсками в октябре 1942 года и освобождено в начале 1943 года.
Однако через год, в марте 1944 года балкарцы были депортированы в Среднюю Азию, и село в течение 13 лет было фактически в заброшенном состоянии. Лишь на восточной окраине села продолжали проживать русские и кабардинцы.
После выселения балкарцев, в 1944 году Гунделен было переименовано в селение Комсомольское.
В 1957 году решением Верховного Совета СССР балкарцам было разрешено вернуться на свои прежние места проживания. Тогда же населённому пункту было возвращено его прежнее название — Гунделен.
В период с 1957 по 1995 года село было в составе Баксанского района. В 1995 году село передано в состав вновь образованного Эльбрусского района и переименовано в Кёнделен.

## Население
| 1979  | 2002  | 2010  | 2012  | 2013  | 2014  | 2015  |
| ----- | ----- | ----- | ----- | ----- | ----- | ----- |
| 4975  | ↗5855 | ↗6338 | ↗6345 | ↗6363 | ↗6379 | ↗6382 |
| 2016  | 2017  | 2018  | 2019  | 2020  | 2021  | 2023  |
| ↘6367 | ↗6387 | ↘6366 | ↘6340 | ↗6352 | ↗6837 | ↘6817 |
| 2024  | 2025  |       |       |       |       |       |
| ↘6805 | ↗6831 |       |       |       |       |       |

Плотность — 97,98 чел./км².
Национальный состав
По данным Всероссийской переписи населения 2010 года:
| Народ    | Численность, чел. | Доля от всего населения, % |
| -------- | ----------------- | -------------------------- |
| балкарцы | 6251              | 98,6 %                     |
| другие   | 87                | 1,4 %                      |
| всего    | 6338              | 100 %                      |

## Местное самоуправление
Структуру органов местного самоуправления сельского поселения составляют:
- Глава сельского поселения — Атмурзаев Марат Жамалович.
- Администрация сельского поселения Кёнделен — состоит из 6 человек.
- Совет местного самоуправления сельского поселения Кёнделен — состоит из 13 депутатов.

Адрес администрации сельского поселения — село Кёнделен, ул. Энеева, № 184.

## Образование
- Средняя общеобразовательная школа № 1 — ул. Ленина, 241
- Средняя общеобразовательная школа № 2 — ул. 800 погибших, 1
- Средняя общеобразовательная школа № 3 — ул. Энеева, 83
- Средняя общеобразовательная школа № 4 — ул. Ленина, 294
- Начальная школа-детский сад № 1
- Начальная школа-детский сад № 2
- Начальная школа-детский сад № 3

## Здравоохранение
- Участковая больница

## Ислам
- Сельская мечеть

## Культура
- МКУК «Дом Культуры»
- Музыкальная школа
- Спортивная школа
- Краеведческий музей[21]
- Ансамбль национального танца «Сияние Гор»

## Достопримечательности
- Памятник «Скорбящий горец» в память о погибших в ВОВ.
- Краеведческий музей
- Тызыльское ущелье

## Археология
На территории и в окрестностях Кёнделена открыты и исследованы:
- Кёнделенские курганы эпохи бронзы (II тыс. до н. э.), в 3—4 км восточнее селения.
- Кёнделенский грунтовый могильник.
- Кёнделенское городище в 4—5 км восточнее селения, на высоком скалистом выступе с ровной поверхностью. Здесь сохранились остатки оборонительного рва и валов. Городище было заселено с эпохи бронзы и до раннего средневековья.
- Кёнделенские 1-е катакомбы. Расположены в урочище Тызыл. Найденные предметы характерны для второй половины I тысячелетия.
- Кёнделенские подземные склепы. Находятся в урочище Жанбаза.
- Кёнделенские 2-е катакомбы. Расположены в 4 км восточнее села. Представляют собой пещеры, вырубленные в скале. Датируются средневековьем.
- Кёнделенские 2-е курганы расположены по обе стороны автодороги А158, датируются XIV веком.
- Кёнделенские наземные склепы-кешене. Располагались напротив селения, на правом берегу реки. К 1920-м годам наземные сооружения склепов были разобраны в строительных целях.

## Экономика
На территории села в основном добывается гипс и некоторые другие минеральные породы. Основу экономики села составляет сельское хозяйство, в частности разведение мелкого и крупного рогатого скота.

## Улицы
| Улицы и переулки села: |              |
| Улицы                  | Переулки     |
| 60 лет Октября         | Байзулаева   |
| 800 погибших           | Бештокова    |
| Атмурзаева             | Больничный   |
| Байсултанова           | Ветеринарный |
| Бапинаева              | Жанатаева    |
| Батырбиева             | Заводской    |
| Братьев Локьяевых      | Колхозный    |
| Гагарина               | Кузнечный    |
| Доттуева               | Макитова     |
| Ленина                 | Мельничный   |
| Маккаева               | Терешковой   |
| Мусукаева              | Фрунзенский  |
| Родниковая             |              |
| Табшинская             |              |
| Текуева                |              |
| Узденова               |              |
| Хутуева                |              |
| Энеева                 |              |

## Известные уроженцы
- Кациев Хабу Хаджикурманович (1916—1974) — балкарский писатель.
- Залиханов Жанакаит Жунусович (1917—1995) — балкарский писатель и поэт.
- Боташев Исса Жарахматович (1925—1991) — балкарский поэт, драматург, просветитель.
- Хутуев, Ханафи Исхакович (1918 — 1999)  — советский политик, учёный-историк, доктор исторических наук.
- Маммеев Ибрагим Шакманович (1919—2004) — балкарский драматург и поэт.
- Энеев Магомед Алиевич (1897—1928) — советский политический деятель.